# Конфлікт у Папуа

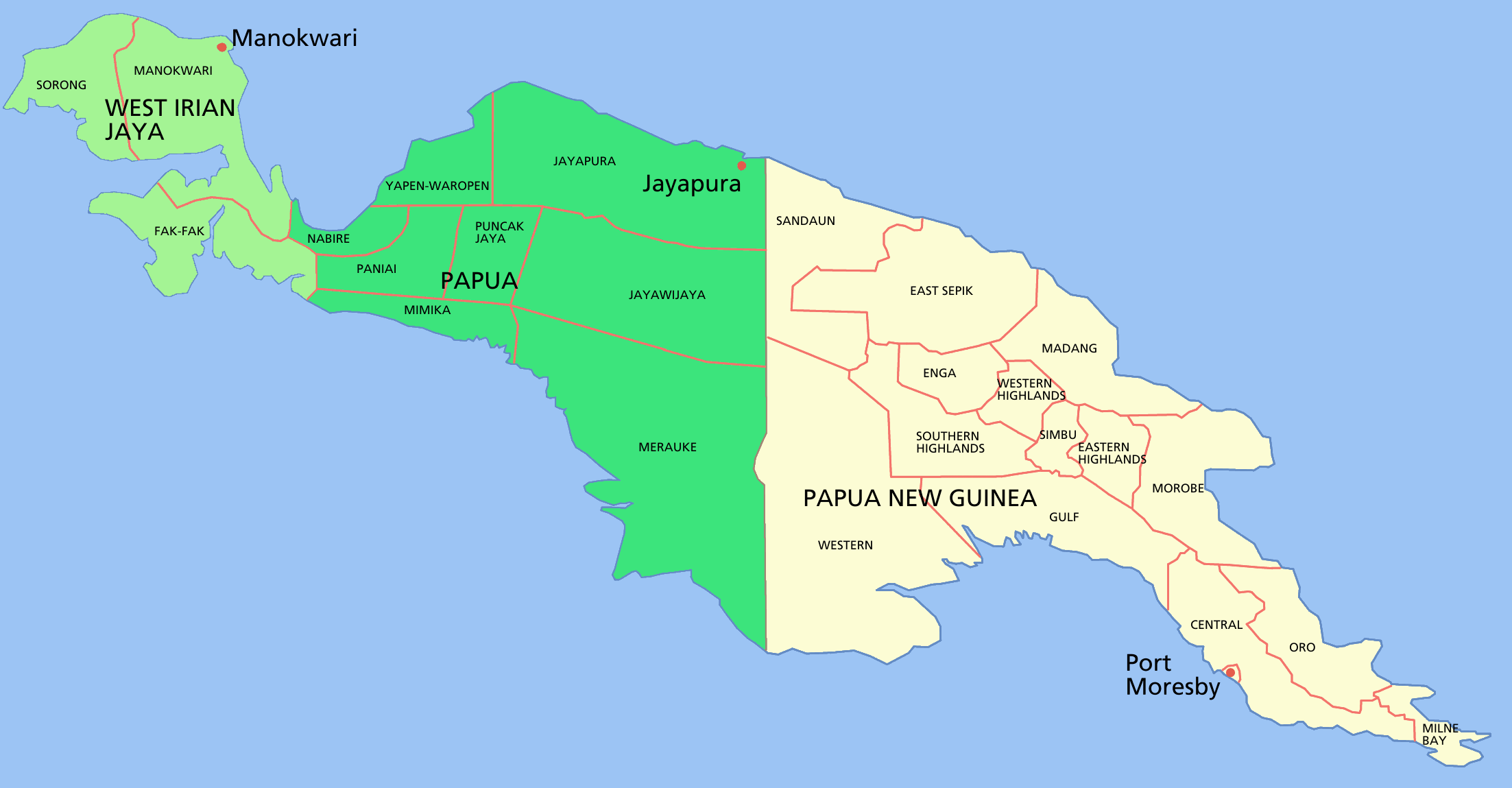
Карта остріва Нова Гвінея

Конфлікт у Папуа (англ. Papua conflict, індон. Konflik Papua) — збройний конфлікт між урядом Індонезії та сепаратистським рухом вільне Папуа та іншими збройними угрупуваннями. Перші зіткнення розпочалися 1962—1963 роках, між індонезійцями та сепаратистами. Війна іде по т.ч

## Передумови конфлікту
До початку XX століття західна частина острова Нова Гвінея була приєднана до Нідерландської Ост-Індії — колонії Нідерландів. У 1942 році вся територія НОІ була окупована японськими військами. Три роки по тому, після поразки Японії у Другій світовій війні, було проголошено незалежність Республіки Індонезії, до складу якої її лідерами — Сукарно і Мохаммадом Хатта — планували включити всю територію колишньої нідерландської колонії, включно із ЗНГ. Однак під час війни, розгорнутої Нідерландами проти Індонезії, територія ЗНД була знову зайнята голландськими військами. У грудні 1949 року в Гаазі відбулася нідерландсько-індонезійська конференція круглого столу, на якій Нідерланди визнали незалежність Індонезії. Незважаючи на це, ЗНГ залишилася під контролем Нідерландів, які 1950 року відмовилися передати цю територію Індонезії та анексували її, обґрунтовуючи це відмінностями в етнічному складі Індонезії, населеної переважно австронезійськими народами, та ЗНГ, де переважали представники папуаських народів. При цьому нідерландський уряд оголосив, що надасть незалежність ЗНГ після певного перехідного періоду.

## Хронологія

### 1960-ті— 1990-ті роки
- 15 серпня 1962 року: Нью-Йоркська угода між Королівством Нідерландів, Республікою Індонезією та Організацією Об'єднаних Націй. Передача Нідерландської Нової Гвінеї під управління Тимчасової виконавчої влади ООН, з подальшою передачею під індонезійське управління. Індонезія зобов'язалася провести на переданій їй території референдум не пізніше, ніж 1969 року.

- 1 травня 1963 року: закінчення повноважень Тимчасової виконавчої влади ООН.
- 1975 рік: Убивство індонезійськими військовими 41 папуаса в селах Арвам і Румбін.
- Квітень 1978 року: Шість невпізнаних тіл було знайдено в районі Досай в Джаяпурі.
- 28 червня 1978 року: Шість жінок, яких звинуватили у зв'язках з ОПМ, були зґвалтовані і застрелені в Бабумі.
- 1981: 10 папуасів було вбито, а 58 зникли безвісти в регіоні Паніяй.
- 15 травня 1996 року: Криза із заручниками в Мапендумі закінчується рейдом Копассуса на базу ОПМ в Геселамі, Міміка.[3][4][5]

### 2000-ті роки
- 6 жовтня 2000 року: Під час рейду поліції на церемонію підняття прапора у Вамені за нез'ясованих обставин було вбито двох непапуасів. Почалися заворушення, які перекинулися на район мігрантів з-поза меж Папуа, підпалюючи та грабуючи магазини. Семеро папуасів були застрелені, а двадцять чотири непапуаси — вбиті.

- 11 листопада 2001 року: У Джаяпурі викрадений і вбитий голова Президії Ради Папуа Тейс Елуай.

- 31 серпня 2002 року: Напад групи невідомих на американських вчителів, які приїхали в Папуа з туристичними цілями, та їхніх індонезійських провідників. Загинуло 2 американців і 1 індонезієць, поранено 7 американців та індонезійську дівчину. Представники індонезійської влади поклали відповідальність за те, що трапилося, на ДСП, представники ДСП заперечували свою причетність.[6][7]

- 2003 рік: З провінції Папуа виділено провінцію Західна Іріан-Джая.

- 15 жовтня 2004 року: Напад сепаратистів на округ Пунчак-Джая. Загинуло 6 місцевих жителів.

- 16 березня 2006 року: Унаслідок зіткнення поліції з протестувальниками, які вимагали закрити кар'єр Грасберг, троє людей загинули і 24 дістали поранення.

- 18 квітня 2007 року: Відповідно до Закону Республіки Індонезії № 24 від 2007 року, провінція Західна Іріан-Джая перейменована в Західне Папуа.

- 9 серпня 2008 року: Перестрілка між індонезійськими військами та активістами Звичайної ради Папуа (індон. Dewan Adat Papua), які проводили антиурядовий мітинг. Загинула одна людина — Опінус Табуні (індон. Opinus Tabuni), далекий родич відомого лідера сепаратистів Бухтара Табуні.

- 4 грудня 2008 року: У Західному Папуа під час розгону поліцією демонстрації на підтримку відокремлення ЗНГ 4 людини отримали поранення.

### 2009-ті— наш час
- 29 січня 2009 року: Принаймні, 5 папуасів поранені під час розгону поліцією демонстрації.

- 11-12 квітня 2009 року: Внаслідок зіткнень між армією і сепаратистами загинуло 11 осіб, з них 6 військових. Одночасно було знешкоджено бомбу, закладену навпроти поліцейської дільниці в Біаку.

## Підтримка
Сепаратистів підтримали такі країни як:
- Сент-Вінсент і Гренадини
- Вануату
- Соломонові острови
- Тонга
- Тувалу
- Науру
- Палау

- Маршаллові острови

Індонезію підтримали:
- Папуа Нова Гвінея
- Австралія[8][9]
- Фіджі
- Сполучене Королівство
- США